# HC Csíkszereda
HC Csíkszereda (fullt namn Hockey Club Csíkszereda, eller på rumänska "Hockey Club Miercurea Ciuc") var en ishockeyklubb från staden Miercurea Ciuc i Rumänien. Klubben grundades 2002 och lades ner 2009. Under klubbens aktiva tid lyckades de vinna MOL Liga under ligans första spelår, säsongen 2008/09 efter seger mot HSC Csíkszereda från samma stad i finalen.